# Scheibenholzpark

Der Scheibenholzpark auf einer Karte von 1879

Der Scheibenholzpark oder Volkspark im Scheibenholz war eine Parkanlage nördlich der Leipziger Pferderennbahn. Er ist seit 1955 Teil des Leipziger Clara-Zetkin-Parks.

## Lage
Der Scheibenholzpark lag etwa 1,5 Kilometer südwestlich des Leipziger Stadtzentrums im Ortsteil Zentrum-Süd und war begrenzt im Osten durch die Karl-Tauchnitz-Straße, im Süden durch die Galopprennbahn Scheibenholz und im Westen durch das Elsterflutbett. Nach Norden ging er ohne scharfe Grenze in den ehemaligen Albertpark über.

## Geschichte

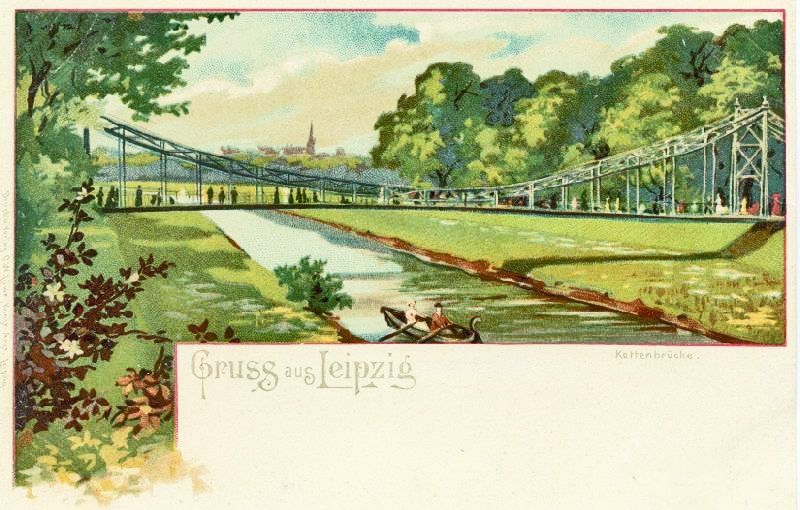
Ehemalige Kettenbrücke (1881–1928) über das damalige Pleißeflutbett vom Scheibenholzpark zum Stadtwald „Die Nonne“ (jetzt dort der Rennbahnsteg)

Bis zur Mitte des 19. Jahrhunderts befand sich hier ein Teil des südlichen Leipziger Auenwaldes. Dieser führte nach seinen Besitzern im 15. Jahrhundert, der Ratsherrenfamilie Scheibe, den Namen „Scheibenholz“. Auf einer Wiese südlich davon (Schimmels Wiese) war 1867 eine Pferderennbahn angelegt worden.
In der zweiten Hälfte der 1870er Jahre wurde der Bereich nördlich der Rennbahn nach Plänen des Ratsgärtners Otto Wittenberg in einen Park umgestaltet und im Jahr 1877 als „Volksgarten im Scheibenholz“ übergeben. Die Intention Wittenbergs war, dieses Gebiet ebenso wie den von Wilhelm Theodor Seyfferth angelegten Johannapark vor der Überbauung zu schützen und so die Verbindung der Stadt zum Auenwald zu erhalten.
Nach der Sächsisch-Thüringischen Industrie- und Gewerbeausstellung 1897, deren Gelände nördlich des Scheibenholzparks lag, wurde dort in direktem Anschluss an den Scheibenholzpark der König-Albert-Park (später Albertpark) angelegt.
1955 wurden die zusammenhängenden Anlagen des Scheibenholzparks, des Albertparks, des Johannaparks und des Palmengartens zum Zentralen Kulturpark „Clara Zetkin“ zusammengefasst.

## Heutige Situation

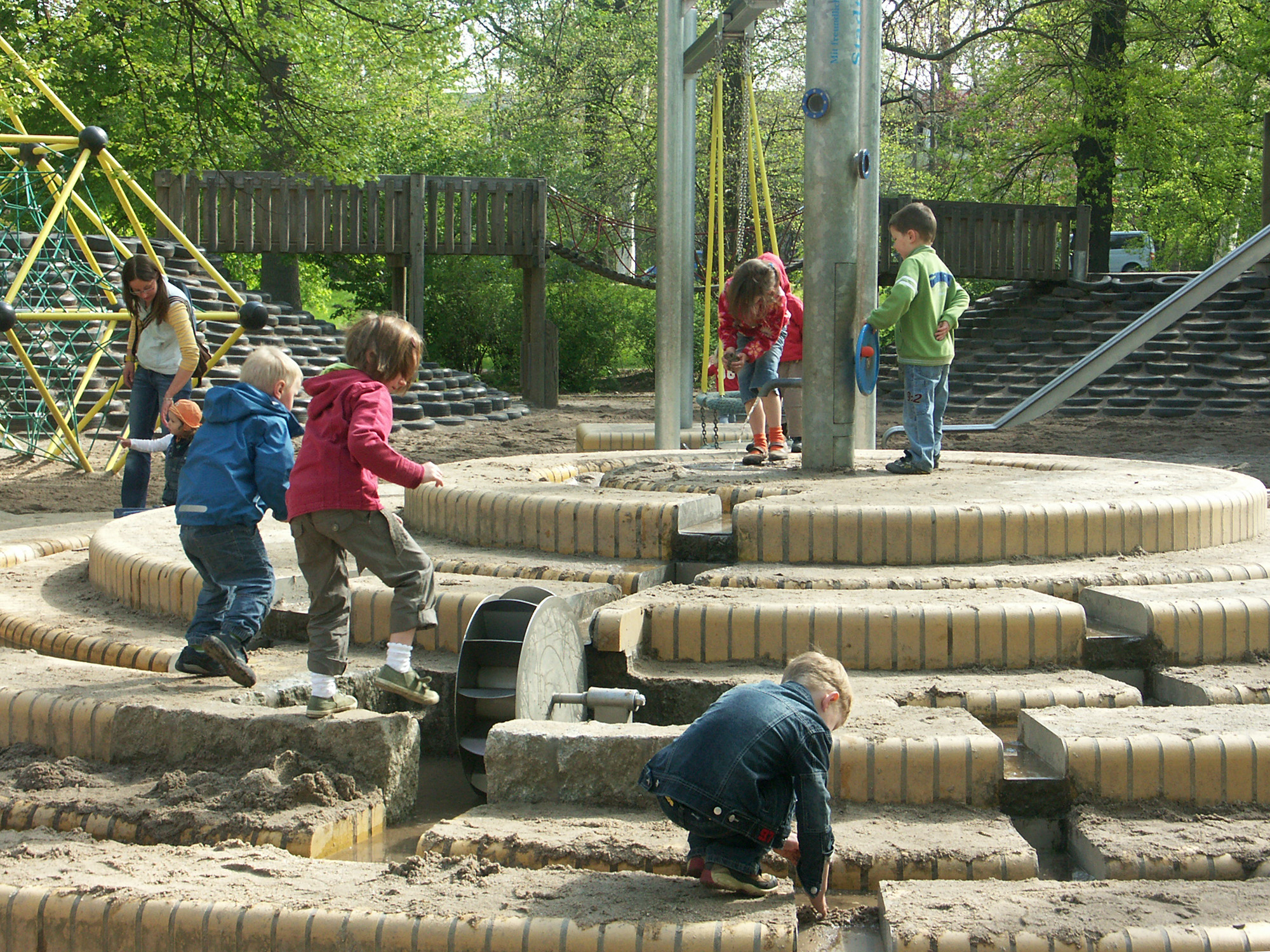
Auf dem Spielplatz im Scheibenholzpark

Im April 2011 beschloss die Stadt Leipzig, dass aus dem bisherigen Scheibenholzpark und dem ehemaligen Albertpark der Clara-Zetkin-Park wird. Der Name Volkspark im Scheibenholz wurde aufgehoben, nur noch der Flurname Scheibenholz soll an die Ratsherrenfamilie erinnern. Auch ist die Grenze zum ehemaligen Albertpark nur noch teilweise bekannt. So zählt sich die in den 1950er Jahren errichtete Parkbühne zum ehemaligen Albertpark, obwohl sie innerhalb der historischen Grenzen des Scheibenholzparkes liegt.
Am Südostende des Scheibenholzparks befindet sich einer der größten und vielfältigsten Kinderspielplätze Leipzigs. Hier gibt es Spielangebote für alle Altersstufen. Es ist auch eine Wasserpumpe integriert, mit der Wasser zum Mühlrad oder zur „Wasserkippe“ geleitet werden kann. Mit einem Sandbagger und einem Förderband kann man Sand zum „Verbauen“ auf den Hügel transportieren. Mit einer Kinderseilbahn gelangt man mittels Muskelkraft von den Klettergerüsten zum Wasserlabyrinth oder zurück.